# دوک بزرگ فنلاند
دوک بزرگ فنلاند (فنلاندی: Suomen suuriruhtinas) یا شاهزاده اعظم فنلاند
 پس از سال ۱۸۰۲، از حدود ۱۵۸۰ تا ۱۸۰۹، عنوانی بود که توسط اکثر فرمانروایان سوئد استفاده می شد. بین سال‌های ۱۸۰۹ تا ۱۹۱۷، این عنوان در عنوان امپراتور روسیه که حاکم دوک‌نشین بزرگ فنلاند نیز بود، گنجانده شده بود.

## حکومت سوئد
حدود سال ۱۵۸۰، پادشاه یوهان سوم سوئد، که پیش از این (۱۵۵۶-۶۳) دوک فنلاند (یکی از دوک‌های سلطنتی) بود، عنوان فرعی دوک بزرگ فنلاند (سوئدی: Storfurste، فنلاندی: Suomen suuriruhtinas) را به عناوین پادشاه سوئد نسبت داد، که اولین بار در منابع در سال ۱۵۸۱ ظاهر شد (اگرچه اولین بار توسط یوهان سوم در سال ۱۵۷۷ استفاده شد). در آن سال‌ها، یوهان با همسایه شرقی خود، تزار ایوان چهارم روسیه ("مخوف") که فهرست بلندی از عناوین فرعی به عنوان دوک بزرگ چندین شاهزاده‌نشین و استان باستانی روسیه داشت، در نزاع بود. استفاده از عنوان دوک بزرگ از طرف یوهان، اقدامی متقابل برای نشان دادن جایگاه قدرتمند او به عنوان حاکم سوئد، که آن هم یک قلمرو چندملیتی یا چندکشوری و معادل یک تزار بود، محسوب می‌شد. نه تنها فنلاند اضافه شد، بلکه کارلیا، اینگریا و لیوونی که همگی در امتداد مرز سوئد و روسیه بودند، نیز به آن اضافه شدند. گفته می‌شود که اولین استفاده از عنوان جدید در موقعیتی برای تماس با تزار ایوان بوده است.
در طول ۱۴۰ سال بعدی، این عنوان توسط جانشینان یوهان استفاده می‌شد، به استثنای کارل نهم که فنلاندی‌ها را به عنوان یکی از ملت‌های متعددی که در طول سال‌های ۱۶۰۷ تا ۱۶۱۱ بر آنها پادشاه بود، فهرست کرد. از آنجایی که این عنوان فقط ماهیت فرعی داشت و هیچ معنای مشخصی نداشت، عمدتاً در مراسم رسمی به همراه فهرستی طولانی از عناوین سلطنتی اضافی استفاده می‌شد. آخرین پادشاه سوئدی که از این عنوان استفاده کرد ملکه اولریکا الیونورا بود که در سال ۱۷۲۰ از سلطنت کناره‌گیری کرد. در سال ۱۸۰۲، شاه گوستاو چهارم آدولف این عنوان را به پسر تازه متولد شده‌اش، شاهزاده کارل گوستاو، داد که سه سال بعد درگذشت.

## حکومت روسیه

نشان سلطنتی دوک بزرگ فنلاند در امپراتوری روسیه.

در طول جنگ فنلاند بین سوئد و روسیه، چهار ایالت فنلاند اشغالی در ۲۹ مارس ۱۸۰۹ در مجلس ایالتی پوروو گرد هم آمدند تا با امپراتور الکساندر یکم که پیش از این در طول جنگ عنوان دوک بزرگ (همچنین به عنوان شاهزاده بزرگ ترجمه شده است) فنلاند را به فهرست طولانی عناوین خود اضافه کرده بود، بیعت کنند. پس از شکست سوئد در جنگ و امضای معاهده فردریکشمن در ۱۷ سپتامبر ۱۸۰۹، فنلاند از برخی جهات به یک دوک‌نشین بزرگ خودمختار تبدیل شد، همانطور که در یک اتحاد واقعی غیررسمی با امپراتوری روسیه قرار داشت.
دوک بزرگ از طریق فرماندار کل و سنای ملی منصوب شده توسط او، بر فنلاند حکومت می‌کرد. اگرچه هیچ دوک بزرگی هرگز صریحاً فنلاند را به عنوان یک کشور مستقل به رسمیت نشناخت، با این وجود این کشور حتی قبل از استقلال خود در سال ۱۹۱۷ از درجه بالایی از خودمختاری برخوردار بود.

### فهرست دوک‌های بزرگ
| دوک بزرگ (تولد–مرگ) | دوک بزرگ (تولد–مرگ)      | سلطنت     |
| ------------------- | ------------------------ | --------- |
|                     | الکساندر اول (۱۷۷۷–۱۸۲۵) | ۱۸۰۹–۱۸۲۵ |
|                     | نیکلای یکم (۱۷۹۶–۱۸۵۵)   | ۱۸۲۵–۱۸۵۵ |
|                     | الکساندر دوم (۱۸۱۸–۱۸۸۱) | ۱۸۵۵–۱۸۸۱ |
|                     | الکساندر سوم (۱۸۴۵–۱۸۹۴) | ۱۸۸۱–۱۸۹۴ |
|                     | نیکلای دوم (۱۸۶۸–۱۹۱۸)   | ۱۸۹۴–۱۹۱۷ |

## از زمان استقلال
فنلاند با اعلامیه استقلال فنلاند در ۶ دسامبر ۱۹۱۷ به عنوان یک دولت-ملت مستقل اعلام شد. پس از جنگ داخلی در سال ۱۹۱۸، تلاش کوتاهی برای تبدیل فنلاند به یک پادشاهی از ۹ اکتبر تا ۱۴ دسامبر ۱۹۱۸ صورت گرفت.
در سال ۱۹۱۹، فنلاند به عنوان جمهوری اعلام شد. از آن زمان، تمام عناوین پادشاهان در این کشور منسوخ شده‌اند.